# Końuh
Końuh (maced. Коњух) – wieś w północno-wschodniej Macedonii Północnej, w gminie Kratowo.